# العلاقات الماليزية الموزمبيقية
العلاقات الماليزية الموزمبيقية هي العلاقات الثنائية التي تجمع بين ماليزيا وموزمبيق.

## مقارنة بين البلدين
هذه مقارنة عامة ومرجعية للدولتين:
| وجه المقارنة                                              | ماليزيا       | موزمبيق          |
| --------------------------------------------------------- | ------------- | ---------------- |
| المساحة (كم2)                                             | 330.29 ألف    | 801.59 ألف       |
| عدد السكان (نسمة)                                         | 31.62 مليون   | 29.67 مليون      |
| الكثافة السكانية (ن./كم²)                                 | 95.73         | 37.01            |
| العاصمة                                                   | كوالالمبور    | مابوتو           |
| اللغة الرسمية                                             | لغة ماليزية   | اللغة البرتغالية |
| العملة                                                    | رينغيت ماليزي | متكال موزمبيقي   |
| الناتج المحلي الإجمالي (بليون دولار)                      | 314.50 مليار  | 12.33 مليار      |
| الناتج المحلي الإجمالي (تعادل القوة الشرائية) بليون دولار | 817.43 مليار  | 33.35 مليار      |
| الناتج المحلي الإجمالي الاسمي للفرد دولار أمريكي          | 9.77 ألف      | 529              |
| الناتج المحلي الإجمالي للفرد دولار أمريكي                 | 25.64 ألف     | 1.13 ألف         |
| مؤشر التنمية البشرية                                      | 0.779         | 0.416            |
| رمز المكالمات الدولي                                      | +60           | +258             |
| رمز الإنترنت                                              | .my           | .mz              |
| المنطقة الزمنية                                           | ت ع م+08:00   | ت ع م+02:00      |

## منظمات دولية مشتركة
يشترك البلدان في عضوية مجموعة من المنظمات الدولية، منها:
| علم المنظمة | اسم المنظمة                               | تاريخ انضمام ماليزيا | تاريخ انضمام موزمبيق |
| ----------- | ----------------------------------------- | -------------------- | -------------------- |
|             | الاتحاد البريدي العالمي                   | ?                    | ?                    |
|             | مؤسسة التنمية الدولية                     | 24 سبتمبر 1960       | 24 سبتمبر 1984       |
|             | دول الكومنولث                             | ?                    | 1995                 |
|             | منظمة التجارة العالمية                    | ?                    | ?                    |
|             | الأمم المتحدة                             | 17 سبتمبر 1957       | 16 سبتمبر 1975       |
|             | منظمة حظر الأسلحة الكيميائية              | ?                    | ?                    |
|             | وكالة ضمان الاستثمار متعدد الأطراف        | 6 ديسمبر 1991        | 23 نوفمبر 1994       |
|             | منظمة الشرطة الجنائية الدولية             | ?                    | ?                    |
|             | مؤسسة التمويل الدولية                     | 20 مارس 1958         | 24 سبتمبر 1984       |
|             | المنظمة الهيدروغرافية الدولية             | ?                    | ?                    |
|             | الاتحاد الدولي للاتصالات                  | 3 فبراير 1958        | 4 نوفمبر 1975        |
|             | البنك الدولي للإنشاء والتعمير             | 7 مارس 1958          | 24 سبتمبر 1984       |
|             | منظمة التعاون الإسلامي                    | ?                    | ?                    |
|             | المركز الدولي لتسوية المنازعات الاستشارية | 14 أكتوبر 1966       | 7 يوليو 1995         |
|             | يونسكو                                    | 16 يونيو 1958        | 11 أكتوبر 1976       |

## وصلات خارجية
- موقع وزارة الخارجية الماليزية
- موقع وزارة الخارجية الموزمبيقية